# بق البساتين (جنس)
بق البساتين (الاسم العلمي Pentatoma)، جنس حشرات من فصيلة خماسيات الأجزاء. ذكر هذا الجنس باسم الفاسية، لكن أغلب المصادر تشير بأن هذه حشرة هي ما تسمى بالإنجليزية Bombardier beetle. 

## الأنواع
هناك تسع أنواع في جنس الفاسية:
- Pentatoma angulata Hsiao & Cheng
- Pentatoma illuminata
- Pentatoma japonica
- Pentatoma kunmingensis Xiong
- Pentatoma metallifera
- Pentatoma parataibaiensis Liu & Zheng, 1995
- فاسية الغاب (Linnaeus, 1758)
- Pentatoma semiannulata
- Pentatoma viridicornuta He & Zheng, 2006